# シャーロット・スコット
シャーロット・アンガス・スコット（英: Charlotte Angas Scott、1858年6月8日 – 1931年11月10日
）はイギリス、アメリカの女性数学者。 女性の数学教育などアメリカの数学の発展に大きな影響を与えた。ケンブリッジ大学の数学トライポスの規則変更で重要な役割を果たした。

## 生い立ち
会衆派教会教役者のカレブ・スコット（Caleb Scott）とイライザ・エクセリー・スコット（Eliza Exley Scott）の7人の子の次女に生まれた。1876年から1880年までガートン・カレッジで、奨学金を頼りに教育を受け、1884年まで数学の研修講師を務めた。1885年、ロンドン大学にてイギリスで初めて博士号を受け取った女性の一人となった。 ケンブリッジ大学の卒業研究はアーサー・ケイリーの下で行ったが、ケンブリッジ大学は1948年まで女性に学位を授与しなかったため、ロンドン大学の外部試験でBSc (1882)とD.Sc. (1885)を獲得した。

## トライポス合格
1880年、通常は女性の受験を受け付けていないケンブリッジ大学の数学トライポスを、特別な許可を得て受けた。試験では8位の成績を収めたが、性別を鑑みて"eighth wrangler"の称号は公式に他の男性生徒に送られることとなった。
ラングラーの授与式では7人目のラングラーの授与が終わった後、全生徒がスコットの名を叫んだ。
The man read out the names and when he came to 'eighth,' before he could say the name, all the undergraduates called out 'Scott of Girton,' and cheered tremendously, shouting her name over and over again with tremendous cheers and waving of hats.—contemporary report、"Charlotte Angas Scott (1858–1931)" in Women of Mathematics: A Biobibliographic Sourcebook
スコットは式典に入ることはできなかったので、ガートンカレッジで祝賀会が行われた。会では歓声と喝采が起こり、"See the Conquering Hero Comes"が歌われ、職員の頌歌と月桂冠が送られた。 
この出来事の後、女性がトライポスを受けることが公式的に許可され試験結果も載るようになったが、男性の結果とは切り離されていた。必要なスコアを獲得した女性には優等学士号の代わりに特別な証明書が送られた。 1922年ジェームズ・ハークネスは、スコットの功績は"the turning point in England from the theoretical feminism of Mill and others to the practical education and political advances of the present time"（イングランドにおけるミルらの神学的フェミニズムからの、実践的な教育と現在の政治的進歩への転換点）であると述べた。

## 作品

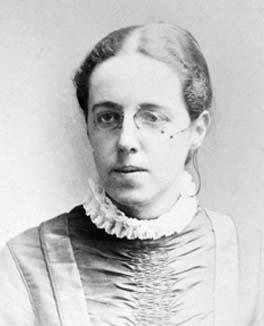
シャーロット・アンガス・スコット

1885年アメリカに移り、ブリンマー大学の創立時の8人の教員の1人として、数学の準教授になった。1888年から1917年までは正教授も務めた。また、ブリンマー大学の初代学部長となった数学者だった。この間にスコットは女性数学者の先駆者の博士論文を指導した。19世紀に博士号を取得した9人の女性のうち、3人はスコットに師事した。
彼女の数学の功績には、2次以上の特定の代数曲線の研究がある。書籍   An Introductory Account of Certain Modern Ideas and Methods in Plane Analytical Geometry は1894年に発表され、30年間増版された。スコットは"一般的な原則と特別な例の差異"（distinction between a general principle and a particular example）を"完璧に識別する"（perfectly aware）ために英語で教科書を書いた最初期の人物だった。また20世紀の抽象的な証明の慣習を変える重要な役割を果たした。
1891年、ニューヨーク数学会（後のアメリカ数学会）に女性として初めて入会した。1894年の議会に初の女性として参加し、1896年に学会から絶賛の評価を受けた。他に、ヨーロッパで広く認知されるアメリカで書かれた最初の数学の研究論文 "A Proof of Noether's Fundamental Theorem"（Mathematische Annalen, Vol. 52 (1899)）の著者としても知られる。1897年にチューリッヒで開催された国際数学者会議では、4人のみの女性のうちの1人として出席した。 他の3人はイグニナ・マッサリーニ（Iginia Massarini）、ベラ・フォン・シーフ（Vera von Schiff）、シャーロット・ウェデル。 1906年、スコットはアメリカ数学会の副会長になった。

## 数学における女性
スコットは、個人的な保守主義には女性の教育的、政治的平等の促進が要求されるという考えを維持した。彼女は喫煙と化粧を嫌ったが、ブリンマーに移動する前はボブにしていた（1920年代でも短髪については物議を醸した）。ケンブリッジでは同伴者のいない女性はSpinning House（売春婦またはそれと疑わしい女性のための刑務所）に投獄されうる状況だったため、この考えは早期のガートン・カレッジのコミュニティでも見られた。
彼女は女性クラスにおける厳格さを忠実に支持していた。ブリンマー大学学長M・ケアリー・トマスへ宛てられた手紙の中では次のように書いている。
I am most disturbed and disappointed at present to find you taking the position that intellectual pursuits must be "watered down" to make them suitable for women, and that a lower standard must be adopted at a woman's college than in a man's.  I do not expect any of the other members of the faculty to feel this way about it; they, like (nearly) all men that I have known, doubtless take an attitude of toleration, half amused and half kindly, on the whole question; for even where men are willing to help in women's education, it is with an inward reserve of condescension.—Charlotte Scott、Scott Papers
"nearly"は小さな文字で書かれていた。

## 晩年
1906年の American Men of Science の初版に記載された女性はスコットと、グレース・アンドリューズのただ2人のみであった。
1906年、スコットは急性の関節リウマチを発症し、難聴を引き起こして仕事にひどく支障をきたすようになった。医師に外出して運動するようアドバイスされ、スコットはガーデニングを始めキク属の新しい株を開発した。1924年に職を引退したが、8人の博士課程生徒の論文を完成させるのを助けるために追加で1年間ブリンマーに残ってから、ケンブリッジに移り住んだ。
1931年11月10日没した。ケンブリッジのアセンション教区墓地の、いとこのイライザ・ニーヴィン（Eliza Nevin）の墓に埋葬された。
Now walk to the door of the chapel and look at grave 4C52 which is a curb in the second row in the second row on your right. There is a scroll on this grave of ELIZA NEVIN to CHARLOTTE ANGUS SCOTT, who entered Girton College in 1876 and became a Wrangler in the Mathematical Tripos in 1880.—L.J. Slater、A Walk Around The Ascension Parish Burial Ground

## 認識
2016年、ケンブリッジ大学議会は北西ケンブリッジ開発地区の物理的特徴をマークするためにスコットの名を使うことを承認した。

## 出版物
- Scott, Charlotte A. (1894). An Introductory Account of Certain Modern Ideas and Methods in Plane Analytical Geometry. Macmillan